# Protestantismus in Sri Lanka
Der Protestantismus in Sri Lanka ist eine bedeutende Gruppe innerhalb des Christentums in dem Inselstaat.
Insgesamt weniger als 10 % des überwiegend buddhistischen Landes sind Christen, davon sind die meisten römisch-katholisch und nur eine Minderheit – insgesamt 3 Prozent – ist protestantisch.
Die Church of Ceylon ist ein Glied der anglikanischen Weltkirchengemeinschaft. Die Church of South India ist ebenfalls in Sri Lanka vertreten. Auch die Assemblies of God sind in Sri Lanka vertreten.

## Reformierte Kirchen
Folgende reformierte Kirchen sind in Sri Lanka vertreten:
- Niederländisch-reformierte Kirche in Sri Lanka
- Eksath Sabawe Ikiya Thirucwabai
- Union Church Nuwara Eliya
  - Presbytery of Lanka
  - St. Andrew‘s Scots Kirk, Colombo
- International und Interdenominational
  - Thenninthiya Thiruchapai Yarlpana Athiyatcha Aatheenam (Bishops House, Vaddukoddat)